# Надир-мирза Афшар
Мухаммад Надир Султан-мирза (перс. محمدنادر سلطان میرزا‎), более известный как Надир-мирза (перс. نادر میرزا‎; Иранский Азербайджан — апрель 1803, Тегеран) — персидский принц (шахзаде), наместник Хорасана (1767—1768, 1775—1782, 1798—1802), четвертый сын Шахрох-шаха, последнего шаха Персии из династии Афшаридов.

## Биография
Надир-мирза был представителем туркоманской династии Афшаридов. Четвёртый сын Шахрох-шаха, шаха Персии в 1748—1796 годах, правнук знаменитого полководца и завоевателя Надир-шаха.
Надир-мирза несколько раз оспаривал власть своего старшего брата Насруллы-мирзы. Часто захватывая власть в Мешхеде во время его отсутствия. В 1785 году Шахрох-шах назначил Надир-мирзу наследным принцем Хорасана. Это назначение не понравилось Насрулле-мирзе. Между братьями происходили вооруженные стычки. Надир-мирза был побежден и бежал в Тебес. Когда Насрулла-мирза скончался в Мешхеде в 1787 году, Надир-мирза вернулся на родину, где был восстановлен своим отцом в качестве наследного принца Хорасана.
В 1796 году Ага Мохаммед Шах Каджар, основатель династии Каджаров, завоевал Хорасан и взял Мешхед. Шахрох-шах был взят в плен, замучен и убит. Ага Мохаммед Шах назначил губернатором Хорасана своего ставленника. После гибели отца Надир-мирза бежал на территорию Дурранийской империи.
Когда в 1797 году скончался Ага Мохаммед Шах Каджар, а на престол Персии вступил его племянник Фетх Али-шах. После этого Надир-мирза вернулся из изгнания в Хорасан. Он признал верховную власть Каджарской династии и был назначен в 1798 году наместником Хорасана. Однако Надир-мирза был амбициозным человеком и хотел вернуть независимость, поэтому в 1802 году он поднял восстание против Каджаров в своей столице Мешхеде. Восстание было подавлено. Сам Надир-мирза был взят в плен, доставлен в Тегеран, где его ослепили и отрезали язык. В апреле 1803 года Надир-мирза был убит по приказу Фатх Али-шаха вместе с двумя старшими сыновьями, Аббасом-мирзой и Ибрагимом-мирзой. Трое других сыновей — Тахмасп-мирза, Халик Варди-мирза и Махбуб Али-мирза — были ослеплены по приказу шаха. Другой сын, Исмаил-мирза, бежал в Хайдарабад (Декан), где поселился при помощи сэра Джона Малькольма.